# Glaube und Heimat (1921)
Glaube und Heimat ist ein österreichischer Stummfilm von Emerich Hanus aus dem Jahre 1920 mit den Schauspielern der Exl-Bühne.

## Handlung
Über Jahrhunderte wurden Tiroler und Salzburger Christen aus ihrer Heimat vertrieben, weil sie Protestanten waren. Erzählt wird auf Grundlage dessen die Geschichte von „alpenländischen“ Bauernfamilien, die nach einem Edikt von Kaiser Ferdinand I. vor die Wahl gestellt werden, entweder ihrem angeblich „ketzerischen“ lutherischen Glauben abzuschwören oder auszuwandern. „Fehlgläubige Männer mit ihren Weibern sind auszutreiben; die guetgläubigen Weiber dürfen auf den Häusern bleiben“, so verkündet es im Schönherr-Stück ein kaiserlicher Bote.
Ein erzkatholischer Mönch bietet sich dem Herrscher an, dessen Befehl aufs Grausamste durchzuführen. Für seine unerbittliche Art, den protestantischen Altbauer Rott und seine Familie von Haus und Hof zu vertreiben, wird er sogar zum Ritter geschlagen. Trotz dieser schweren Erfahrungen und Schicksalsschläge sinnt der alte Rott nicht nach Rache. Vielmehr erweist sich sein Glaube stärker, denn er gewährt Vergebung gegenüber seinem Peiniger. Von so viel Großmut beeindruckt, begreift auch der Mönch den katastrophalen Irrtum seines Handelns, doch ist es zu spät.

## Produktionsnotizen
Glaube und Heimat entstand bis November 1920 im Astoria-Atelier in Wien und im Tiroler Zillertal. Der Film wurde am 7. Januar 1921 im Rahmen einer Pressevorführung im Wiener Haydn-Kino uraufgeführt. Der Kinostart für die Öffentlichkeit war am 3. Februar 1921 im Wiener Zentralpalastkino. Der Fünfakter hatte eine Länge von rund 2000 Meter. Vorlagenautor Karl Schönherr hatte auch die künstlerische Oberleitung bei diesem Film.

## Kritik
Paimann’s Filmlisten resümierte: „Stoff sehr dramatisch, Photos, Spiel und Szenerie ausgezeichnet. (Ein Schlager).“

„Unerreicht schon durch die abgerundete Darstellung der Exl-Leute. Wir kennen und schätzen ihre Bühnenleistungen und sind um so überraschter, sie auch im Film voll an ihrem Platze zu finden. Das Rottbauer-Ehepaar der beiden Exls ließ auch im Film die dramatische Wucht nicht vermissen. Köck als Altrottbauer, Auen als Sandperger sind von ergreifender Gestaltungskraft. Die Inszenierung von prächtiger Wirkung.“

## Varia
Das Bühnenstück und womöglich auch der Stummfilm wurden zu Namensgebern für die im Jahr 1924 gegründete deutsche evangelische Kirchenzeitung Glaube und Heimat in Thüringen.